# Каземіро
Каземіро (порт. Casemiro, нар. 23 лютого 1992, Сан-Жозе-дус-Кампус) — бразильський футболіст, півзахисник національної збірної Бразилії та «Манчестер Юнайтед». Найбільші досягнення здобув у складі іспанського клубу «Реал Мадрид», з яким став триразовим чемпіоном Іспанії, володарем Кубка Іспанії та Суперкубка Іспанії, а також п'ятириразовим переможцем Ліги чемпіонів УЄФА. Автор переможного голу фіналу Ліги чемпіонів 2016—2017.

## Клубна кар'єра

### «Сан-Паулу»
Народився 23 лютого 1992 року в місті Сан-Жозе-дус-Кампус. Вихованець футбольної школи клубу «Сан-Паулу». У віці 11 років став капітаном юнацької складу клубу. Дорослу футбольну кар'єру розпочав 2010 року в основній команді того ж клубу. Перша його гра відбулася наприкінці липня в матчі проти бразильського клубу «Сантус», яка завершшилась поразкою команди Каземіро. Перший професійний гол був забитий ним у серпні 2010 року у ворота «Крузейру». 2012 року допоміг команді виграти Південноамериканський кубок, який став першим для команди. Всього за три сезони молодий гравець встиг узяти участь у 62 іграх за «Сан-Паулу» та забити шість голів.
У січні 2013 року хавбек на правах оренди перейшов у мадридський «Реал». Протягом усього періоду оренди Каземіро знаходився в розташуванні другої команди «Реала», провівщи в Сегунді 15 зустрічей та відзначившись одним голом. Проте 20 квітня йому надали можливість дебютувати в основній команді мадридців у матчі проти «Реал Бетіса», виграному з рахунком 2:1. Цей матч став для нього єдиним за королівський клуб того сезону.

### «Реал»
Улітку 2013 року «Реал Мадрид» за 6 мільйонів євро викупив Каземіро в «Сан-Паулу» та підписав угоду з бразильцем на чотири роки. У першому ж повному сезоні за королівський клуб став з командою володарем Кубка Іспанії та переможцем Ліги чемпіонів УЄФА, проте основним гравцем «вершкових» не був, зігравши за сезон лише 25 матчів, з них 12 — у чемпіонаті, 7 — у кубку і 6 — у Лізі чемпіонів.
19 липня 2014 року був відданий на один сезон в оренду до португальського «Порту», після чого повернувся до мадридського клубу. Став автором переможного голу у фінального матчу Ліги чемпіонів 2016—2017 (щоправда, за допомогою рикошету від Самі Хедіри), який відбувся 3 червня 2017 в Кардіффі. Настурпного року повністю відіграв фінальний матч Ліги чемпіонів 2017—2018 у Києві, здобувши свій четвертий титул переможця найпрестижнішого клубного турніру «старого світу».

## Виступи за збірні
2009 року дебютував у складі юнацької збірної Бразилії, взяв участь у трьох іграх на юнацькому рівні та допоміг команді стати юніорським чемпіоном Південної Америки 2009 року. Також брав участь в юніорському чемпіонаті світу, де його збірна не змогла вийти з групи.
Протягом 2011 року залучався до складу молодіжної збірної Бразилії, вигравши у березні чемпіонат Південної Америки серед молодіжних команд, а в серпні того ж року і молодіжний чемпіонат світу. Всього на молодіжному рівні зіграв у 15 офіційних матчах, забив 3 голи.
14 вересня 2011 року у віці 19 років дебютував в офіційних матчах у складі національної збірної Бразилії в товариському матчі проти збірної Аргентини, вийшовши на 88 хвилині замість Паулінью.
В наступному нерегулярно отримував виклики до національної команди. На Кубку Америки 2015 року був невикористаним запасним гравцем, на «Столітньому» Кубку Америки наступного року заніс до активу вже два зіграні матчі. Регулярним гравцем стартового складу збірної Бразилії став вже по ходу відбору на ЧС-2018.
У травні 2018 року був включений до заявки збірної Бразилії для участі у фінальній частині тогорічного чемпіонату світу. 

## Статистика виступів

### Статистика клубних виступів
Станом на 22 серпня 2022 року
| Сезон                 | Команда                | Чемпіонат             | Чемпіонат | Чемпіонат | Національний кубок | Національний кубок | Національний кубок | Континентальні кубки | Континентальні кубки | Континентальні кубки | Інші змагання | Інші змагання | Інші змагання | Усього | Усього |
| Сезон                 | Команда                | Ліга                  | Ігор      | Голів     | Ліга               | Ігор               | Голів              | Ліга                 | Ігор                 | Голів                | Ліга          | Ігор          | Голів         | Ігор   | Голів  |
| --------------------- | ---------------------- | --------------------- | --------- | --------- | ------------------ | ------------------ | ------------------ | -------------------- | -------------------- | -------------------- | ------------- | ------------- | ------------- | ------ | ------ |
| 2010                  | «Сан-Паулу»            | ЛП+A                  | 0+18      | 0+2       | КБ                 | 0                  | 0                  | КЛ                   | 0                    | 0                    | —             | —             | —             | 18     | 2      |
| 2011                  | «Сан-Паулу»            | ЛП+A                  | 12+21     | 1+4       | КБ                 | 5                  | 1                  | ПК                   | 2                    | 0                    | —             | —             | —             | 40     | 6      |
| 2012                  | «Сан-Паулу»            | ЛП+A                  | 18+22     | 2+0       | КБ                 | 9                  | 1                  | ПК                   | 1                    | 0                    | —             | —             | —             | 50     | 3      |
| 2013                  | «Сан-Паулу»            | ЛП+A                  | 1+0       | 0+0       | КБ                 | 0                  | 0                  | КЛ                   | 2                    | 0                    | —             | —             | —             | 3      | 0      |
| Усього за «Сан-Паулу» | Усього за «Сан-Паулу»  | Усього за «Сан-Паулу» | 92        | 9         |                    | 14                 | 2                  |                      | 5                    | 0                    |               |               |               | 111    | 11     |
| 2012-13               | «Реал Мадрид Кастілья» | СД                    | 15        | 1         | —                  | —                  | —                  | —                    | —                    | —                    | —             | —             | —             | 15     | 1      |
| 2012-13               | «Реал Мадрид»          | ПД                    | 1         | 0         | КІ                 | 0                  | 0                  | ЛЧ                   | 0                    | 0                    | СІ            | 0             | 0             | 1      | 0      |
| 2013–14               | «Реал Мадрид»          | ПД                    | 12        | 0         | КІ                 | 7                  | 0                  | ЛЧ                   | 6                    | 0                    | -             | -             | -             | 25     | 0      |
| 2014–15               | «Порту»                | ПЛ                    | 24        | 3         | КП+КЛ              | 1+2                | 0                  | ЛЧ                   | 10                   | 1                    | -             | -             | -             | 37     | 4      |
| 2015–16               | «Реал Мадрид»          | ПД                    | 23        | 1         | КІ                 | 1                  | 0                  | ЛЧ                   | 10                   | 0                    | -             | -             | -             | 34     | 1      |
| 2016–17               | «Реал Мадрид»          | ПД                    | 25        | 4         | КІ                 | 5                  | 0                  | ЛЧ                   | 9                    | 2                    | СУ+КЧС        | 1+2           | 0+0           | 42     | 6      |
| 2017–18               | «Реал Мадрид»          | ПД                    | 30        | 4         | КІ                 | 1                  | 0                  | ЛЧ                   | 12                   | 1                    | СУ+СІ+КЧС     | 1+2+2         | 1+0+0         | 48     | 6      |
| 2018–19               | «Реал Мадрид»          | ПД                    | 29        | 3         | КІ                 | 5                  | 0                  | ЛЧ                   | 6                    | 1                    | СУ+КЧС        | 1+2           | 0             | 43     | 4      |
| 2019–20               | «Реал Мадрид»          | ПД                    | 35        | 4         | КІ                 | 1                  | 0                  | ЛЧ                   | 8                    | 1                    | СІ            | 2             | 0             | 46     | 5      |
| 2020–21               | «Реал Мадрид»          | ПД                    | 34        | 6         | КІ                 | 1                  | 0                  | ЛЧ                   | 10                   | 1                    | СІ            | 1             | 0             | 46     | 7      |
| 2021–22               | «Реал Мадрид»          | ПД                    | 32        | 1         | КІ                 | 3                  | 0                  | ЛЧ                   | 11                   | 0                    | СІ            | 2             | 0             | 48     | 1      |
| лип.-серп. 2022       | «Реал Мадрид»          | ПД                    | 1         | 0         | КІ                 | 0                  | 0                  | ЛЧ                   | 0                    | 0                    | СУ+СІ+КЧС     | 1+0+0         | 0             | 2      | 0      |
| Усього за Real Madrid | Усього за Real Madrid  | Усього за Real Madrid | 222       | 24        |                    | 24                 | 0                  |                      | 73                   | 6                    |               | 17            | 1             | 336    | 31     |
| серп. 2022–23         | «Манчестер Юнайтед»    | ПЛ                    | 0         | 0         | КА+КЛ              | -                  | -                  | ЛЄ                   | -                    | -                    | -             | -             | -             | 0      | 0      |
| Усього за кар'єру     | Усього за кар'єру      | Усього за кар'єру     | 358       | 37        |                    | 41                 | 2                  |                      | 88                   | 7                    |               | 17            | 1             | 504    | 47     |

### Статистика виступів за збірну
Станом на 22 серпня 2022 року
| Дата       | Місто                 | Господарі         | Результат | Гості      | Турнір                          | Голи | Примітки     |
| ---------- | --------------------- | ----------------- | --------- | ---------- | ------------------------------- | ---- | ------------ |
| 14/09/2011 | Кордова               | Аргентина         | 0 – 0     | Бразилія   | Суперкласіко де лас Амерікас    | -    |              |
| 30/05/2012 | Вашингтон             | США               | 1 – 4     | Бразилія   | товариський матч                | -    |              |
| 03/06/2012 | Арлингтон             | Бразилія          | 0 – 2     | Мексика    | товариський матч                | -    |              |
| 09/06/2012 | Нью-Йорк              | Аргентина         | 4 – 3     | Бразилія   | товариський матч                | -    |              |
| 12-11-2014 | Стамбул               | Туреччина         | 0 – 4     | Бразилія   | товариський матч                | -    | 73'          |
| 18-11-2014 | Відень                | Австрія           | 1 – 2     | Бразилія   | товариський матч                | -    | 82'          |
| 7-6-2015   | Сан-Паулу             | Бразилія          | 2 – 0     | Мексика    | товариський матч                | -    | 78'          |
| 10-6-2015  | Порту-Алегрі          | Бразилія          | 1 – 0     | Гондурас   | товариський матч                | -    |              |
| 5-6-2016   | Пасадена (Каліфорнія) | Еквадор           | 0 – 0     | Бразилія   | Кубок Америки 2016              | -    |              |
| 8-6-2016   | Орландо               | Бразилія          | 7 – 1     | Гаїті      | Кубок Америки 2016              | -    | 62'          |
| 1-9-2016   | Кіто                  | Еквадор           | 0 – 3     | Бразилія   | Відбір до ЧС 2018               | -    |              |
| 6-9-2016   | Манаус                | Бразилія          | 2 – 1     | Колумбія   | Відбір до ЧС 2018               | -    |              |
| 24-3-2017  | Монтевідео            | Уругвай           | 1 – 4     | Бразилія   | Відбір до ЧС 2018               | -    |              |
| 28-3-2017  | Сан-Паулу             | Бразилія          | 3 – 0     | Парагвай   | Відбір до ЧС 2018               | -    |              |
| 31-8-2017  | Порту-Алегрі          | Бразилія          | 2 – 0     | Еквадор    | Відбір до ЧС 2018               | -    |              |
| 1-9-2017   | Порту-Алегрі          | Бразилія          | 2 – 0     | Еквадор    | Відбір до ЧС 2018               | -    |              |
| 5-10-2017  | Ла-Пас                | Болівія           | 0 – 0     | Бразилія   | Відбір до ЧС 2018               | -    | кап.         |
| 10-10-2017 | Сан-Паулу             | Бразилія          | 3 – 0     | Чилі       | Відбір до ЧС 2018               | -    |              |
| 10-11-2017 | Лілль                 | Японія            | 1 – 3     | Бразилія   | товариський матч                | -    | 46'          |
| 14-11-2017 | Лондон                | Англія            | 0 – 0     | Бразилія   | товариський матч                | -    |              |
| 23-3-2018  | Москва                | Росія             | 0 – 3     | Бразилія   | товариський матч                | -    |              |
| 27-3-2018  | Берлін                | Німеччина         | 0 – 1     | Бразилія   | товариський матч                | -    |              |
| 3-6-2018   | Ліверпуль             | Бразилія          | 2 – 0     | Хорватія   | товариський матч                | -    |              |
| 10-6-2018  | Відень                | Австрія           | 0 – 3     | Бразилія   | товариський матч                | -    | 61'          |
| 17-6-2018  | Ростов-на-Дону        | Бразилія          | 1 – 1     | Швейцарія  | ЧС 2018 - 1-й етап              | -    | 47' 60'      |
| 22-6-2018  | Санкт-Петербург       | Бразилія          | 2 – 0     | Коста-Рика | ЧС 2018 - 1-й етап              | -    |              |
| 27-6-2018  | Москва                | Сербія            | 0 – 2     | Бразилія   | ЧС 2018 - 1-й етап              | -    |              |
| 2-7-2018   | Самара                | Бразилія          | 2 – 0     | Мексика    | ЧС 2018 - 1/8 фіналу            | -    | 59'          |
| 7-9-2018   | Іст-Ратерфорд         | США               | 0 – 2     | Бразилія   | товариський матч                | -    |              |
| 12-9-2018  | Лендовер              | Бразилія          | 5 – 0     | Сальвадор  | товариський матч                | -    | 46'          |
| 12-10-2018 | Ер-Ріяд               | Саудівська Аравія | 0 – 2     | Бразилія   | товариський матч                | -    | 66'          |
| 16-10-2018 | Джидда                | Бразилія          | 1 – 0     | Аргентина  | товариський матч                | -    |              |
| 23-3-2019  | Порту                 | Бразилія          | 1 – 1     | Панама     | товариський матч                | -    | кап.         |
| 26-3-2019  | Прага                 | Чехія             | 1 – 3     | Бразилія   | товариський матч                | -    | кап. 24' 71' |
| 6-6-2019   | Бразиліа              | Бразилія          | 2 – 0     | Катар      | товариський матч                | -    | 71'          |
| 9-6-2019   | Порту-Алегрі          | Бразилія          | 7 – 0     | Гондурас   | товариський матч                | -    | 28' 46'      |
| 14-6-2019  | Сан-Паулу             | Бразилія          | 3 – 0     | Болівія    | Копа Америка 2019 - 1-й етап    | -    |              |
| 18-6-2019  | Сальвадор             | Бразилія          | 0 – 0     | Венесуела  | Копа Америка 2019 - 1-й етап    | -    | 41' 57'      |
| 22-6-2019  | Сан-Паулу             | Перу              | 0 – 5     | Бразилія   | Копа Америка 2019 - 1-й етап    | 1    | 10' 70'      |
| 2-7-2019   | Белу-Оризонті         | Бразилія          | 2 – 0     | Аргентина  | Копа Америка 2019 - півфінал    | -    |              |
| 7-7-2019   | Ріо-де-Жанейро        | Бразилія          | 3 – 1     | Перу       | Копа Америка 2019 - Фінал       | -    |              |
| 7-9-2019   | Маямі-Гарденс         | Бразилія          | 2 – 2     | Колумбія   | товариський матч                | 1    | 23'          |
| 10-9-2019  | Лос-Анджелес          | Бразилія          | 0 – 1     | Перу       | товариський матч                | -    | кап. 64'     |
| 10-10-2019 | Сінгапур              | Бразилія          | 1 – 1     | Сенегал    | товариський матч                | -    |              |
| 13-10-2019 | Сінгапур              | Бразилія          | 1 – 1     | Нігерія    | товариський матч                | 1    |              |
| 15-11-2019 | Ер-Ріяд               | Бразилія          | 0 – 1     | Аргентина  | товариський матч                | -    | 22' 86'      |
| 9-10-2020  | Сан-Паулу             | Бразилія          | 5 – 0     | Болівія    | Відбір до ЧС 2022               | -    |              |
| 13-10-2020 | Ліма                  | Перу              | 2 – 4     | Бразилія   | Відбір до ЧС 2022               | -    |              |
| 3-6-2021   | Порту-Алегрі          | Бразилія          | 2 – 0     | Еквадор    | Відбір до ЧС 2022               | -    |              |
| 8-6-2021   | Асунсьйон             | Парагвай          | 0 – 2     | Бразилія   | Відбір до ЧС 2022               | -    | кап.         |
| 13-6-2021  | Бразиліа              | Бразилія          | 3 – 0     | Венесуела  | Копа Америка 2021 - 1-й етап    | -    | кап.         |
| 23-6-2021  | Ріо-де-Жанейро        | Бразилія          | 2 – 1     | Колумбія   | Копа Америка 2021 - 1-й етап    | 1    |              |
| 27-6-2021  | Гоянія                | Бразилія          | 1 – 1     | Еквадор    | Копа Америка 2021 - 1-й етап    | -    | 49'          |
| 2-7-2021   | Ріо-де-Жанейро        | Бразилія          | 1 – 0     | Чилі       | Копа Америка 2021 - чвертьфінал | -    |              |
| 5-7-2021   | Ріо-де-Жанейро        | Бразилія          | 1 – 0     | Перу       | Копа Америка 2021 - півфінал    | -    |              |
| 10-7-2021  | Ріо-де-Жанейро        | Аргентина         | 1 – 0     | Бразилія   | Копа Америка 2021 - Фінал       | -    |              |
| 2-9-2021   | Сантьяго              | Чилі              | 0 – 1     | Бразилія   | Відбір до ЧС 2022               | -    |              |
| 9-9-2021   | Ресіфі                | Бразилія          | 2 – 0     | Перу       | Відбір до ЧС 2022               | -    | 44' 78'      |
| 11-11-2021 | Сан-Паулу             | Бразилія          | 1 – 0     | Колумбія   | Відбір до ЧС 2022               | -    | 84'          |
| 27-1-2022  | Кіто                  | Еквадор           | 1 – 1     | Бразилія   | Відбір до ЧС 2022               | 1    |              |
| 24-3-2022  | Ріо-де-Жанейро        | Бразилія          | 4 – 0     | Чилі       | Відбір до ЧС 2022               | -    | 60' 82'      |
| 2-6-2022   | Сеул                  | Південна Корея    | 1 – 5     | Бразилія   | товариський матч                | -    |              |
| 6-6-2022   | Токіо                 | Японія            | 0 – 1     | Бразилія   | товариський матч                | -    | 79'          |
| Усього     |                       | Матчів            | 63        |            | Голів                           | 5    |              |

## Титули і досягнення

### «Сан-Паулу»
- Чемпіон штату Сан-Паулу (до 15 років): 2007
- Чемпіон клубного чемпіонату світу (до 17 років): 2008
- Переможець Юніорського кубка Сан-Паулу: 2010
- Володар Південноамериканського кубка (1): 2012

### «Реал Мадрид»
- Чемпіон Іспанії (3): 2016–17, 2019-20, 2021-22
- Володар Кубка Іспанії (1): 2014
- Володар Суперкубка Іспанії (3): 2017, 2019, 2021
- Переможець Ліги чемпіонів УЄФА (5): 2013—14, 2015—16, 2016–2017, 2017—18, 2021—22
- Володар Суперкубка УЄФА (3): 2016, 2017, 2022
- Переможець Клубного чемпіонату світу (3): 2016, 2017, 2018

### «Манчестер Юнайтед»
- Володар Кубка Футбольної ліги (1): 2022-2023
- Володар Кубка Англії (1): 2023-24

### Бразилія
- Переможець Суперкласіко де лас Амерікас: 2011, 2018
- Володар Кубка Америки: 2019
- Срібний призер Кубка Америки: 2021

### Бразилія U-20
- Чемпіон світу серед молодіжних команд (1): 2011
- Чемпіон Південної Америки серед молодіжних команд (1): 2011
- Чемпіон Південної Америки (U-17) (1): 2009